# Bars (Dordogne)
Bars – miejscowość i gmina we Francji, w regionie Nowa Akwitania, w departamencie Dordogne.
Według danych na rok 1990 gminę zamieszkiwało 217 osób, a gęstość zaludnienia wynosiła 10 osób/km² (wśród 2290 gmin Akwitanii Bars plasuje się na 960. miejscu pod względem liczby ludności, natomiast pod względem powierzchni na miejscu 471.).
W pobliżu miejscowości znajdują się źródła dwóch niewielkich rzek Vimont oraz Thonac, obie są dopływami Vézère.